# Przełęcz Pawlikowskiego
Przełęcz Pawlikowskiego (słow. Pawlikowského štrbina, węg. Pawlikowski-rés) – południowo-wschodnie siodło Durnej Przełęczy położone na wysokości ok. 2560 m n.p.m., w długiej południowo-wschodniej grani Wyżniego Baraniego Zwornika w słowackiej części Tatr Wysokich. Przełęcz Pawlikowskiego oddziela Durną Igłę na północnym zachodzie od Durnego Szczytu na południowym wschodzie. Na Przełęcz Pawlikowskiego nie wiodą żadne znakowane szlaki turystyczne, jest ona dostępna jedynie dla taterników.
Z Przełęczy Pawlikowskiego i sąsiedniej Maćkowej Przełęczy na obie strony opadają żleby łączące się ze sobą po kilkudziesięciu metrów – stąd możliwość traktowania ich jako dwa siodła jednej przełęczy. Przejście między siodłami jest dość proste i prowadzi półkami po stronie Doliny Dzikiej. Najprostsza droga na Durną Przełęcz latem prowadzi z Doliny Pięciu Stawów Spiskich przez Małą Durną Przełęcz i Mały Durny Szczyt, z kolei zimą najwygodniejsze są drogi prowadzące żlebami z Doliny Pięciu Stawów Spiskich i z Miedzianej Kotliny.
Nazewnictwo Przełęczy Pawlikowskiego upamiętnia jednego z jej pierwszych zdobywców – Jana Gwalberta Pawlikowskiego.

## Historia
Pierwsze wejścia turystyczne:
- Jan Gwalbert Pawlikowski, Maciej Sieczka i Józef Sieczka, 8 sierpnia 1881 r. – letnie,
- Ede Hruby, Oszkár Jordán, Roman Komarnicki i Jenő Serényi, 27 marca 1910 r. – zimowe[2].

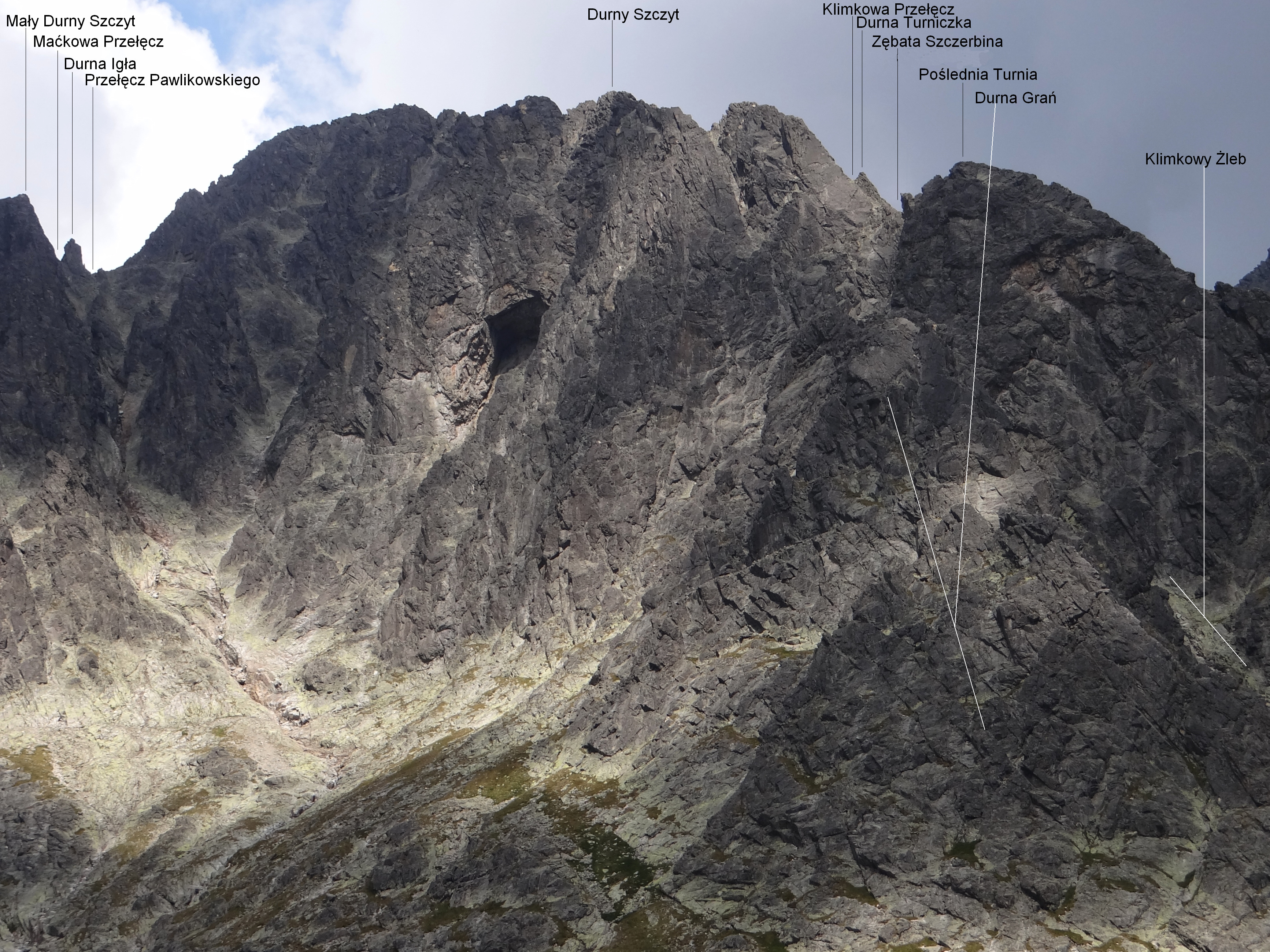
Widok z Doliny Pięciu Stawów Spiskich